# Правильний 257-кутник

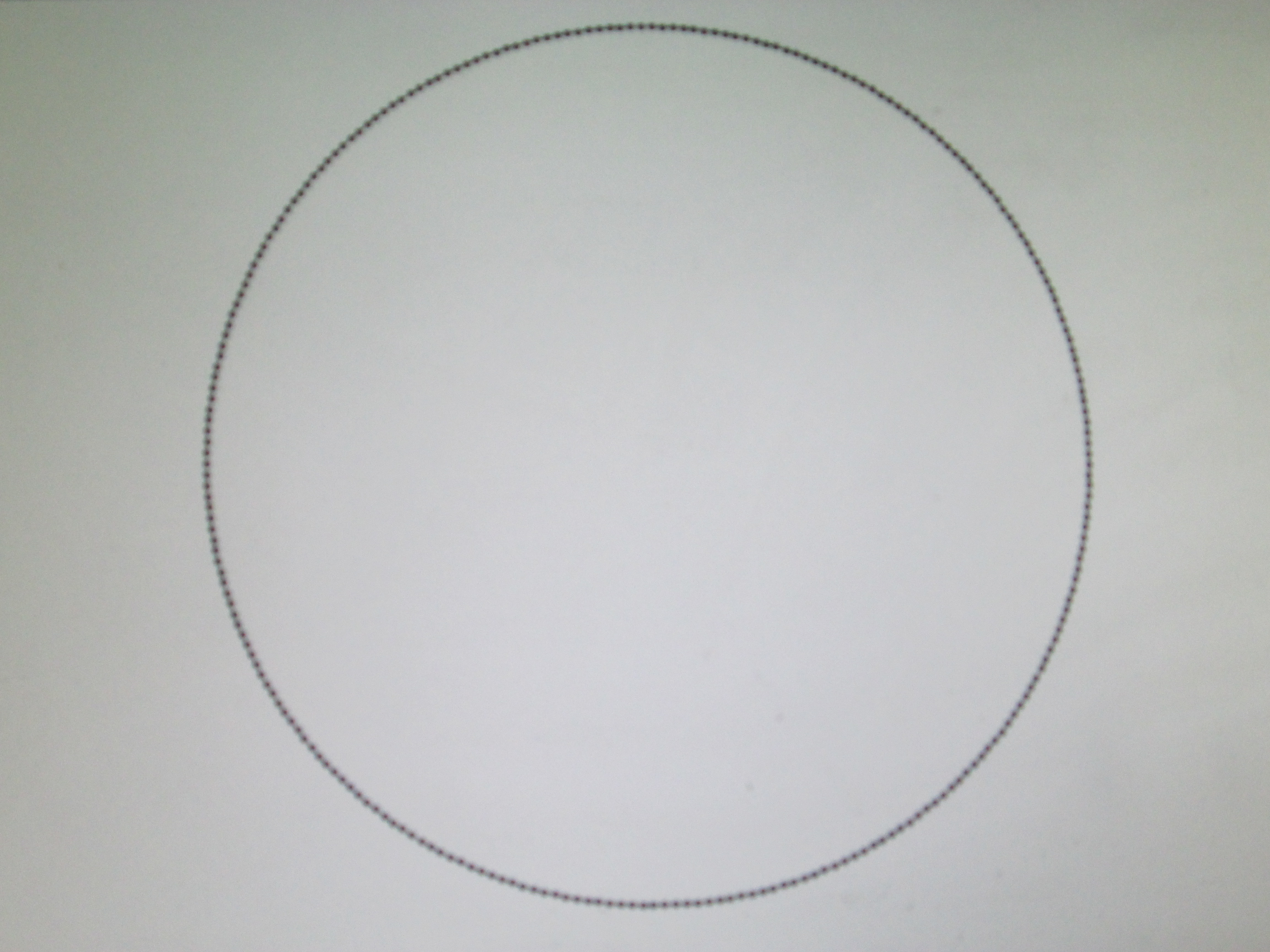
Правильний 257-кутник

Правильний 257-кутник — геометрична фігура з групи многокутників. У неї рівно 257 кутів та 257 сторін і всі його сторони та кути рівні між собою. Усі його вершини лежать на одному колі. У графічному зображенні правильний 257-кутник майже не відрізняється від кола (якщо не виділити його вершини).

## Побудова
257-кутник можна побудувати лише циркулем та лінійкою. Число 257 — одне з п'яти відомих простих чисел Ферма:
{\displaystyle 257=2^{2^{3}}+1}.
Карл Фрідріх Гаусс 1836 року довів, що правильний многокутник можна побудувати за допомогою циркуля та лінійки, якщо кількість його вершин дорівнює простому числу Ферма.

Побудова правильного 257-кутника із застосуванням кола Карлайля.
Синім показано етапи побудови, зеленим - поділ відрізків пополам, червоним - кола Карлайля.

Керівництво з побудови 257-кутника вперше запропонував Фрідріх Юліус Рішело 1832 року. 1991 року Дюан Детампль запропонував варіант побудови з використанням 150-ти допоміжних кіл, а 1999 року ще один розв'язок проблеми опублікував Крістіан Готліб.

## Пропорції
Центральний кут складає   {\displaystyle {\frac {360^{\circ }}{257}}\approx 1,4^{\circ }}.
Внутрішній кут дорівнює   {\displaystyle {\frac {(257-2)}{257}}\cdot 180^{\circ }\approx 178,6^{\circ }}.